# Еріх Геке
Еріх Геке (нім. Erich Hecke; 20 вересня 1887 — 13 лютого 1947) — німецький математик.

## Біографія
Народився 1887 року в Позені. Вступив до університету в Бреслау, згодом навчався у Берліні та Геттінгені. У 1910 році під керівництвом Давида Гільберта захистив дисертацію про модулярні функції двох змінних. З 1915 року став професором у Базелі, потім викладав у Геттінгені та Гамбурзі. Залишок життя провів у Копенгагені.